# Sattley
Sattley – jednostka osadnicza w Stanach Zjednoczonych, w stanie Kalifornia, w hrabstwie Sierra.